# Campeche (zatoka)
Bahía de Campeche, także: Golfo de Campeche lub Sondo de Campeche – zatoka leżąca u południowych wybrzeży Meksyku. Graniczy z półwyspem Jukatan na wschodzie, z przesmykiem Tehuantepec na południu i ze stanem Veracruz na zachodzie. Jest częścią Zatoki Meksykańskiej i zajmuje obszar 15 540 km².
Główne rzeki, które wpływają do Zatoki to m.in.: Papaloápan, Coatzacoalcos, Grijalva, Usumacinta i Candelaria. Laguna Términos i wiele innych lagun i bagien jest rozsianych na niskich brzegach tego akwenu.

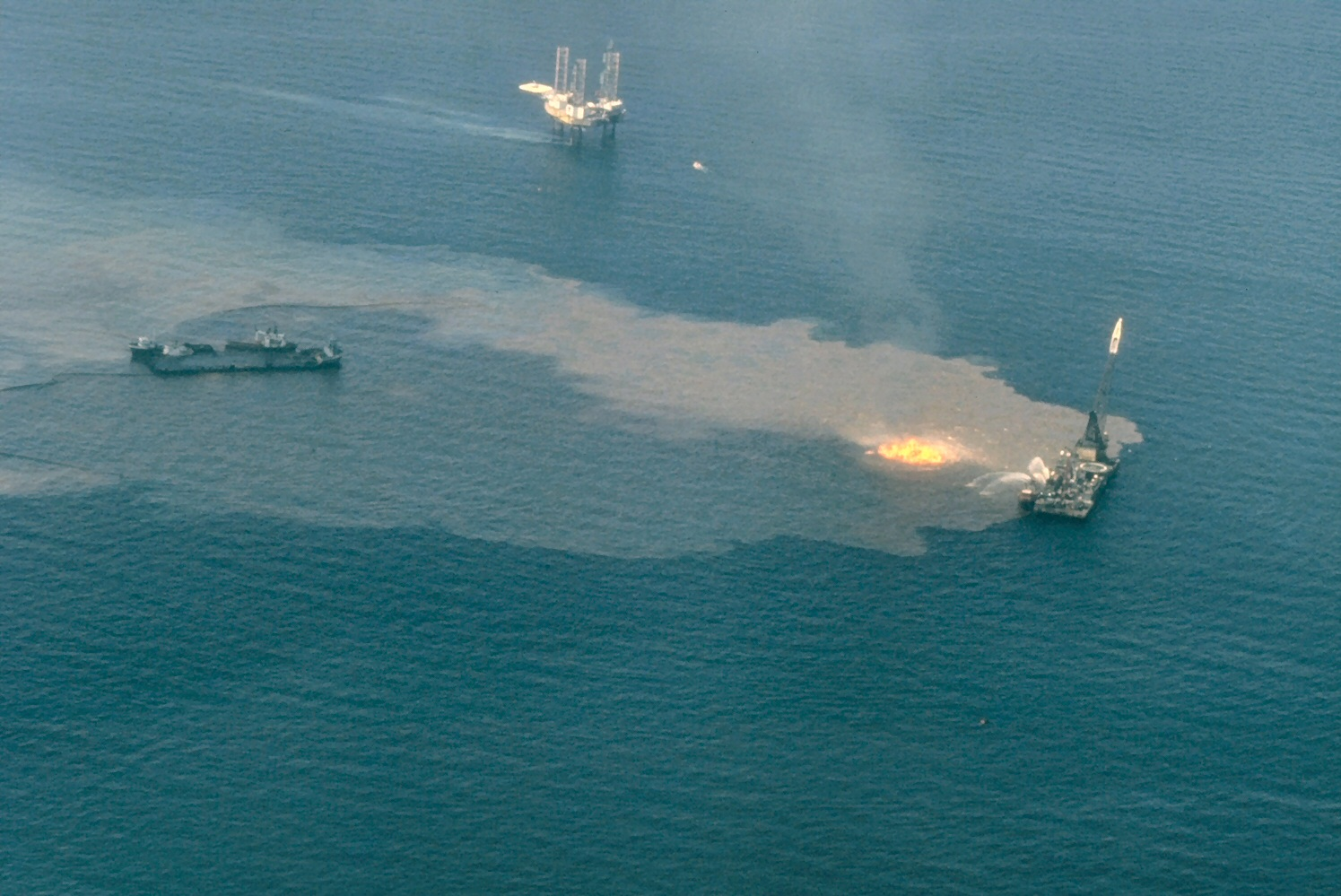
Plama ropy naftowej z odwiertu Ixtoc I po pożarze i zatonięciu platformy Sedco 135

W latach siedemdziesiątych odkryto tu duże złoża ropy naftowej i region ten jest najzasobniejszą częścią Meksyku obfitującą w tę kopalinę. 3 czerwca 1979 r. w zatoce Campeche zdarzyła się jedna z największych katastrof ekologicznych, kiedy to z odwiertu Ixtoc 1 wydostało się 3 mln baryłek ropy, która dotarła nawet na plaże stanu Teksas w USA.